# 什蒂普布雷加尔尼察足球俱乐部
什蒂普布雷加尔尼察足球俱樂部为北馬其頓的一家足球俱樂部。主場位於什蒂普。球隊參加馬其頓甲組足球聯賽的賽事。
在1945至1991年的前南斯拉夫时期，该球隊先后四次获得馬其頓社会主义共和國聯賽冠军。

## 外部連結
- Bregalnica ?tip blog （馬其頓文）
- Club info at MacedonianFootball （页面存档备份，存于） （英文）
- Football Federation of Macedonia （页面存档备份，存于） （馬其頓文）